# Monotes hutchinsonianus
Monotes hutchinsonianus är en tvåhjärtbladig växtart som beskrevs av Arthur Wallis Exell. Monotes hutchinsonianus ingår i släktet Monotes och familjen Dipterocarpaceae. Inga underarter finns listade i Catalogue of Life.